# Issia (département)
Le département d'Issia est un département de Côte d'Ivoire. Son chef-lieu est la ville d'Issia, située dans la région de Haut-Sassandra.

## Histoire
Le département a été créé en 1980 par scission du département de Daloa.

## Géographie
Le département d'Issia compte aujourd'hui trois (4) sous-préfectures à savoir Isssia, Iboguhe, Saiou, Tapegiua et 129 villages.